# Rollfigurer och varelser i Half-Life
Detta är en lista över rollfigurer och varelser i spelserien Half-Life, en serie datorspel med science fiction-tema i förstapersonsskjutaregenren, skapad av Valve Corporation. Det första spelet i serien släpptes 1998.

## Spelbara rollfigurer

### Gordon Freeman
Dr. Gordon Freeman är en spelfigur och huvudpersonen i datorspelserien Half-Life. Han är en teoretisk fysiker som i början av det första spelet i serien Half-Life från 1998 arbetar som forskare inom teleportering vid den topphemliga forskningsanläggningen Black Mesa Research Facility (Black Mesa). Men när ett av hans experiment under en undersökning av ett föremål från en annan dimension går fruktansvärt fel och sliter upp ett hål mellan dimensionerna, genom vilket utomjordingar från den andra dimensionen, en värld känd som Xen, börjar ta sig in i Black Mesa, blir han tvingad att försvara sig själv både mot invaderande utomjordingar och andra fiender. Utomjordingarna orsakar stor skada på anläggningen och händelsen, som kallas Black Mesa-incidenten, utlöser en krissituation där mycket står på spel. Det utomjordiska hotet måste stoppas för att inte hota hela mänskligheten. Medan Freeman försöker ta sig ut ur Black Mesa för att hitta hjälp upptäcker han att han är fast mellan två sidor: utomjordingarna samt en militär specialstyrka kallad Hazardous Environment Combat Unit (HECU) som skickades till Black Mesa för att hemlighålla händelsen genom att döda både utomjordingarna och de överlevande människorna.
Gordon Freeman är den spelbara huvudkaraktären i både det första spelet Half-Life och dess uppföljare Half-Life 2, samt även i Half-Life 2: Episode One och Half-Life 2: Episode Two. I spelen bär Freeman alltid sin HEV-dräkt (HEV är en förkortning för Hazardous Environment Suit), en skyddsdräkt. Han kan använda diverse skjutvapen och är även beväpnad med en kofot. Han kan också använda sprängämnen samt ett speciellt, elektromagnetiskt vapen, kallat The Gravity Gun. Gordon Freeman är uppskattningsvis av medellängd, har ganska kort mörkt hår samt getskägg och mustasch och bär glasögon.

### Adrian Shephard
Korpral Adrian Shephard är protagonisten i Half-Life: Opposing Force, den första expansionen till Half-Life, som kom 1999. Shephard var en av många marinsoldater från HECU som sändes till Black Mesa för att tysta ner den inträffade incidenten och återta kontrollen över anläggningen. I första hand hade Shephard order om att oskadliggöra den utsedda syndabocken, Gordon Freeman, men situationen eskalerar bortom marinkårens kontroll, då marinsoldaterna visar sig vara underlägsna utomjordingarna. Shephard blir separerad från sin grupp och befinner sig plötsligt mitt i en dödlig konflikt mellan människor och utomjordingar.
Marinkåren evakuerar, men Shephard och flera andra lämnas kvar i Black Mesa. Efter att ha blivit separerad från sin enhet måste Shephard nu samarbeta med de personer han var utskickad att döda för att ta sig ut ur anläggningen levande. Han tvingas försvara sig mot både utomjordingar och den fientliga specialstyrkan Black Ops. Shephard får veta att Black Ops uppdrag är att spränga hela anläggningen, för att stoppa utomjordingarna från att sprida sig, även om det också skulle döda alla människor som är kvar där. Efter att ha eliminerat Black Ops-enheten desarmerar Shephard bomben och tar sig vidare mot utgången. Nära utgången konfronteras Shephard med en gigantisk utomjordisk varelse, en så kallad gene worm, vid en dimensionsportal. Han lyckas döda den gigantiska utomjordiska varelsen som blockerar den enda utvägen, men innan han hinner ta sig ut blir han teleporterad till en Osprey där han möter G-Man. G-Man, som har aktiverat bomben som Shephard desarmerade igen, gratulerar Shephard för hans bedrift, medan bomben detonerar i bakgrunden. Spelet slutar med att G-Man säger att Shephard kommer att placeras på en plats där han inte kan berätta för någon vad han sett och inte kan bli skadad i väntan på vidare utvärdering.

### Barney Calhoun
I det första spelet, Half-Life, är Barney inte en specifik figur, utan bara ett samlingsnamn på de NPC:er som är säkerhetsvakter på Black Mesa (alla säkerhetsvakter i det första spelet är identiska och alla kallas för Barney). Vid flera tillfällen i det första spelet erbjuder Barney sig att bjuda Gordon Freeman på en öl, något som nämns som ett stående skämt dem emellan i uppföljande spel. 
I den andra expansionen till Half-Life, Half-Life: Blue Shift, som släpptes i juni 2001, klargörs det dock att endast en av säkerhetsvakterna faktiskt heter Barney samt att hans fullständiga namn är Barney Calhoun. Barney var den säkerhetsvakt som stod och bankade på dörren till area tre i det första spelet och som spelaren ser när spelaren i rollen som Gordon Freeman åker förbi Barney i en vagn. I Half-Life: Blue Shift får spelaren ta upp rollen som Barney och försöka ta sig ut ur Black Mesa efter katastrofen.
I Half-Life 2 är Barney med i Motståndsrörelsen och har infiltrerat The Combine. Han möter i detta spel Gordon Freeman på City 17:s järnvägsstation och hjälper honom att komma i kontakt med Motståndsrörelsen.

### Gina Cross
Dr. Gina Cross är en av de två protagonisterna i Half-Life: Decay, den tredje expansionen till Half-Life, som släpptes i november 2001. Det nämns att det är Gina som har designat HEV-dräkterna som hon, Gordon Freeman och Colette Green använder. Gina är också med som ett hologram i det första spelet i serien, Half-Life, där hon hjälper Gordon Freeman. Det är osäkert om Gina fortfarande lever då man inte fått veta om hon undkom Black Mesa innan det sprängdes. I Half-Life: Opposing Force förekommer ett lik med Ginas utseende, dock med fel färg på HEV-dräkten. Ginas HEV-dräkt är gråbrun.

### Colette Green
Dr. Colette Green är en av de två protagonisterna i Half-Life: Decay. Det är osäkert om hon fortfarande lever då man inte fått veta om hon undkom Black Mesa innan det sprängdes. Colettes HEV-dräkt är rödbrun.

## Andra rollfigurer

### Alyx Vance
Alyx Vance är en medlem av Motståndsrörelsen. Hon är en av de viktigaste NPC:erna i Half-Life 2 och hjälper Gordon Freeman mot The Combine. Hon är också med i Half-Life 2: Episode One och Half-Life 2: Episode Two. Hon är dotter till Eli Vance. Hon har en robot kallad Dog som är hennes följeslagare och beskyddare. 

### Eli Vance
Dr. Eli Vance är en forskare och specialist på teleportering. Han håller mest till i sitt laboratorium i Black Mesa East, där han byggt en teleportör. Han är när Half-Life 2 utspelar sig en av de ledande figurerna i Motståndsrörelsen. Efter att hans laboratorium utsatts för en attack flyttar han till Motståndsrörelsens bas i White Forest. Han är far till Alyx Vance. Det är Eli Vance som har designat The Gravity Gun.

### Dog
Dog, ibland skrivet D0g är en robot, ursprungligen tillverkad av Eli Vance i syfte att skydda hans dotter Alyx Vance. I början nådde Dog bara till en vuxen mans midja, men Alyx har byggt på och uppgraderat Dog så mycket att han i Half-Life 2 är över två meter lång. När Gordon Freeman och Dog träffas första gången får de leka apport då Alyx ska lära Gordon hur The Gravity Gun fungerar. Trots sitt namn liknar Dog egentligen inte en hund, utan mer en klumpig humanoid, men hans funktion som följeslagare och beskyddare påminner om en hunds. Ibland, som i apportleken, används han som ett komiskt inslag i spelen.

### G-Man
G-Man är en mystisk man och en återkommande karaktär i spelserien som bland annat övervakar Gordon Freeman och Adrian Shephard. Han bär alltid en blå kostym och slips och har alltid en svart portfölj med sig. G-Mans kontakt med andra rollfigurer i spelserien är gåtfull och han är känd för sitt besynnerliga beteende och till synes övermänskliga egenskaper, såsom egenskapen att kunna gå runt ett hörn in i en återvändsgränd och sedan vara försvunnen. Hans motiv är ännu inte helt klara. I det första spelet Half-Life upptäcker G-Man Gordon Freeman när denne lyckas överleva i Black Mesa efter olyckan. Han fortsätter att observera Freeman och i slutet av spelet ger han honom ett erbjudande. I Half-Life 2, som bygger på att Freeman accepterade erbjudandet, fortsätter han övervaka Freeman på avstånd. I Half-Life: Opposing Force spelar G-Man en viktigare roll i handlingen. Ibland hjälper han eller hindrar spelaren, korpral Adrian Shephard, men han observerar också honom från avstånd. G-Man är enligt Valve ett kodnamn som används till modellen i spelen (g-man.mdl).

### Isaac Kleiner
Dr. Isaac Kleiner är en forskare och specialist på teleportering. Han arbetade tillsammans med Eli Vance i Black Mesa East med teleportörprojektet. I Half-Life 2 håller han till i ett hemligt laboratorium i City 17, där han byggt en teleportör. Han är i Half-Life 2 tillsammans med Eli Vance en av de ledande figurerna inom Motståndsrörelsen. Tanken med teleportören i City 17 var att Motståndsrörelsen skulle kunna teleportera människor ut ur staden till Black Mesa East. Efter händelserna i Half-LIfe 2 flyttar Kleiner, liksom Eli Vance, till White Forest. Han har en headcrab som han kallar för Lamarr (döpt efter Hedy Lamarr) som husdjur.

### Arne Magnusson
Dr. Arne Magnusson är en forskare och en av de överlevande från Black Mesa, men hur han överlevde är oklart. Han befinner sig i Half-Life 2: Episode Two på Motståndsrörelsens bas i White Forest, där han utvecklar en raket som ska förstöra The Combines superportal. Han bär en ljusblå rock och är en mycket självgod person som tar åt sig äran för det mesta. Dock är mycket tacksam mot Gordon Freeman.

### Judith Mossman
Dr. Judith Mossman är en forskare och medlem i Motståndsrörelsen. I Half-Life 2 förråder hon Motståndsrörelsen i ett försök att rädda livet på Eli Vance och för honom till The Combines citadell i City 17. När även Gordon Freeman och Alyx Vance förts dit av The Combine tar hon dock sin chans till gottgörelse och fritar Gordon Freeman, så att han kan ta upp jakten på den flyende Wallace Breen, The Combines administratör på Jorden och högst uppsatta underhuggare i City 17, och slutligen döda honom. I Half-Life 2: Episode Two visar det sig att hon på uppdrag av Motståndsrörelsen sökt sig norrut på jakt efter det försvunna forskningsfartyget Borealis som frusit fast i isen i Arktis. 

### Fader Grigori
Fader Grigori är en figur i Half-Life 2. Han är den enda kända överlevande invånaren i Ravenholm. Han skrattar mycket, troligtvis för att svälja sorgen över stadens destruktiva öde. Han har ett mycket kraftigt gammaldags fågelgevär som han kallar för Annabelle, som han använder för att döda headcrabs och zombier. Fader Grigori har konstruerat ett stort antal fällor och gångbroar i staden i ett försök att hålla zombiepopulationen under kontroll.

### Odessa Cubbage
Odessa Cubbage är ledare för en grupp rebeller i en utpost längs Highway 17. När Gordon Freeman i Half-Life 2 passerar utposten på sin väg till Nova Prospekt, ger Odessa honom ett raketgevär, som han kan använda för att skjuta ner ett gunship, ett av The Combines luftburna vapen/farkoster. I Half-Life 2: Episode One kan man höra några människor prata om att det var Odessa som hade skjutit ner skeppet.

### Wallace Breen
Dr. Wallace Breen var ursprungligen administratör för Black Mesa. Han var den första människa som The Combine tog kontakt med och Breen hjälpte senare The Combine att ta sig till Jorden. Efter sju timmars stridande, skötte han Jordens formella kapitulation. Efter det gjorde The Combine honom till sin administratör på Jorden, vilket i praktiken innebär att han är The Combines marionett, och placerade honom i sitt citadell i City 17. I Half-Life 2 är Breen The Combines högst uppsatta underhuggare i City 17 och en antagonist till Gordon Freeman. I spelen omnämns Breen ofta som The Administrator. Hans ansikte syns överallt i staden på TV-skärmar, där han sprider The Combines propaganda och pratar för att lugna ner folket. 

## Organisationer och grupper

### Motståndsrörelsen
Motståndsrörelsen är i Half-Life 2 och efterföljande spel en grupp människor som kämpar emot The Combines styre och ockupation av Jorden. Bland de ledande figurerna inom rörelsen finns doktorerna Eli Vance och Isaac Kleiner. Medlemmarna verkar i början mycket i hemlighet, bland annat med att hjälpa människor att fly från City 17, och rörelsen har hemliga baser på olika undangömda platser. Det är först sedan Gordon anfallit Nova Prospekt, som de visar sig mer öppet i City 17. Motståndsrörelsens mål är att störta The Combine. Medlemmarna är ofta beväpnade med k-pistar och vissa använder även raketgevär.

### The Combine
The Combine är Gordon Freemans huvudsakliga antagonist i Half-life 2 och är ett vidsträckt utomjordiskt imperium. The Combine lockades till Jorden av efterverkningarna av olyckan i Black Mesa i det första spelet, Half-Life, då de så kallade portalstormarna ledde till att det öppnades portaler till Xen över hela Jorden. The Combines mål är att ta över Jorden, förslava mänskligheten och göra planeten redo för dem att bosätta sig på.

#### Fysiologi
The Combine själva är stora larvliknande varelser utan några synliga sinnesorgan. De förlitar sig på maskiner som hjälper dem att förflytta sig och utför inget arbete själva. Deras tillvägagångssätt bygger på att de kombinerar sin egen teknologi med biologin hos de lokala varelserna på de planeter de kommer till. Ett exempel på detta är The Combine Overwatch, The Combines armé på Jorden.

#### Verksamhet på Jorden
The Combines mål är att ta över Jorden, förslava mänskligheten och göra planeten redo för dem att bosätta sig på. I detta ingår det att tömma haven och ändra ämnessammansättningen i luften. Sedan händelserna i Half-Life är Jorden invaderad av varelser från Xen, så alla överlevande människor har flyttat till städerna. Städerna hålls säkra från varelserna av The Combine, men har blivit polisstater, där minsta "brott" leder till misshandel. 
The Combine förgiftar vattnet i städerna, så att människor som dricker det tappar minnet och glömmer vad som egentligen pågår. De har också satt upp ett så kallat Supression Field som förhindrar fortplantning, varför det inte längre finns några barn och alla människor är över 20 år gamla. 
The Combine utnämnde doktor Wallace Breen till imperiets administratör på Jorden och placerade honom i sitt citadell i City 17.
När The Combine kom till Jorden var Gordon Freeman nedfrusen av G-Man. Ungefär 20 år efter Black Mesa och The Combines ankomst, väcks Gordon upp igen och finner att världen inte ser likadan ut som den såg ut sist.

#### The Combines militära styrkor
Soldater
The Combines fotsoldater var alla vanliga människor från början men har fått organ utbytta mot teknologi och blivit mindre och mindre mänskliga.
Civil Protection är The Combines brutala poliskår. Den består av mänskliga överlöpare som fått löften om bättre mat och behandling mot att de går med i poliskåren. De bär mörka kläder med vita streck och vita heltäckande gasmasker. De är beväpnade med antingen en elektrisk batong någon typ av enklare handeldvapen. De tar hand om säkerheten i städerna och utför räder och fångar in de som anses sprida oro.
The Combine Overwatch är The Combines huvudsakliga militära styrka som används för operationer utanför städerna. Den består av människor som fått de flesta av sina inre organ bortopererade och ersatta med teknologi för att de inte ska ifrågasätta order och vara så effektiva som möjligt. Dessa före detta människor minns inget av sitt förflutna och är mer tränade för strid än vad Civil Protection är. De bär ljusblå/grått kroppspansar med svarta inlägg och grå ansiktsmasker med blå ögon. De är beväpnade med en sorts strålpistol, kallad pulse rifle, eller någon typ av  handeldvapen. De har även tillgång till handgranater. En specialgrupp inom The Overwatch vaktar Nova Prospekt. De bär blått kroppspansar.
Till sist finns eliten inom The Overwatch. De har vitt heltäckande kroppspansar och ansiktsmask med en röd lins. De är undantagslöst beväpnade med strålpistoler som kan förinta allt de träffar och de tål mycket mer skada än andra soldater. Innan upproret bestod deras huvudsakliga uppgift av att vakta The Combines citadell i City 17.
För eldunderstöd och snabba truppförflyttningar använder The Combines soldater en typ av pansarskyttefordon, kallad APC. De använder sig också av en typ av attackhelikopter, kallad Hunter Chopper. Båda dessa militära enheter är kraftigt beväpnade.
Synths
En synth är ursprungligen en levande varelse, men som av The Combine har fått en varierande mängd av teknologi inopererat för att kunna användas i strid. De är mycket effektiva och tål ofta stora mängder skada.
Den mest iögonfallande av dem är de som kallas striders. De har en huvudkropp som sitter på tre mycket långa ben. När de står upprätt är de flera våningar höga. De har en kraftig energikanon monterad under kroppen. De kan också använda sina långa ben till att spetsa människor som kommer för nära. Trots att det verkar som om striders är otympliga och klumpiga, så kan de ta sig fram nästan överallt. De kan till och med göra sig väldigt låga och ta sig under broar på jakt efter fiender. Enligt Bill Fletcher, animatör hos Valve, tänkte de på en blandning mellan en gorilla och en giraff när de designade stridern.
Hunters är en mycket mindre variant av striders. De har tre ben och två ögon, ett större och ett mindre under. Benen har flera leder vilket gör den snabb och smidig. Som vapen använder den en något som liknar en Flechettekastare och kan attackera med två små spetsar samt sparkar i närstrid. En hunter skadar Alyx Vance allvarligt i början av Half-Life 2: Episode Two.
The Combines huvudsakliga luftburna vapen kallas gunships. Dessa liknar flygande insekter och beväpnade med energikanoner. Den huvudsakliga framdriften kommer från en stor horisontell fläkt monterad inuti bakkroppen. Utöver den har de flera små vingar för att hålla balansen och navigera. De är snabba och rörliga och kan lätt undvika raketer och liknande som avfyras mot dem.
En lite tjockare och större synth är den variant som kallas dropships. Dessa liknar ett gunship till viss del, men driften bygger helt på teknik. Det kan tyda på att de är baserade på en landlevande varelse. Den är obeväpnad men är extremt tungt bepansrad. De används till att transportera fordon eller containrar, som kan innehålla både utrustning och soldater.
Det närmaste man kommer en synth baserad på en människa är den typ som kallas stalker. De är människor som fått nästan alla sina organ utbytta och sina lemmar ersatta med metallproteser. De används som slavarbetare i The Combines citadell. Spelaren möter dem i Half-Life 2: Episode One.
Övrig teknologi
Utöver soldater och fordon använder sig The Combine av massor med övrig utrustning och beväpning.
De spelaren först stöter på är scanners. De fungerar som övervakningskameror och flyger omkring i City 17 och tar bilder på människorna. Om de hittar någonting som inte stämmer kan de skicka en signal till närmaste Civil Protection-trupp, som kommer och undersöker saken. Scannern har inga vapen, men den kan använda sin fotoblixt till att blända fiender och kan även försöka dyka mot fienden om den tagit mycket skada. Det finns även en mer bepansrad variant, shield scanner.
Som vapen mot fiender i trängre miljöer används ofta manhacks; små flygande maskiner med en roterande sågklinga och en röd fotosensor. Deras enda mål är att leta reda på fiender och döda dem och de förekommer ofta i svärmar.
För att spärra av områden används ofta två typer av minor med olika design.
Hopper mines fäster sig i marken med tre kloförsedda armar. Mitt på har den en lampa. Ifall den lyser blått är den inaktiverad, lyser den grönt så är en vän i närheten och lyser den rött känner den av att det finns fiender i närheten. Om en fiende kommer för nära drar den upp klorna och kastar sig upp i luften. När den träffar marken, eller något annat, så sprängs den. 
Rollermines ser ut som fotbollar. Den rullar mot fienden och när den kommer nära nog ger den fienden kraftiga elektriska stötar. De kan även fästa sig på fordon och med hjälp av elstötar förstöra styrsystemet så att föraren tappar kontrollen. I Half-Life 2: Episode One kan Alyx Vance omprogrammera rollermines ifall spelaren lyckas neutralisera en och håller upp den framför henne. De lyser då med ett gulaktigt ljus istället för blått och jagar fiender.
The Combine använder sig också av automatiserade kanoner för att övervaka områden.
Turrets är stationära automatiserade kanoner. Det finns två typer, den vanligaste sitter i taket men det finns också de som placeras under golvplattor i vissa byggnader. De i taket använder sig av rörelsedetektorer för att aktiveras och de i golven aktiveras genom att någon bryter en laserstråle som är kopplad till den.
Tripod Turrets är flyttbara automatiserade kanoner med tre ben. När en fiende kommer inom synhåll aktiveras de och siktar på fienden med hjälp av en rörelsedetektor. The Combine använder dem för att försvara områden som vanligtvis inte patrulleras, såsom den gamla delen av Nova Prospekt.

### Hazardous Environment Combat Unit (HECU)
HECU är en fiktiv specialstyrka inom den amerikanska marinkåren som skickas till extremt farliga områden och situationer. De är stationerade på Santiago Military Base i Arizona. HECU skickades till Black Mesa för att "städa upp" efter den olyckliga incidenten i det första spelet. Deras order var att mörklägga allt och alla associerat med incidenten/projektet. Detta innefattade att döda både utomjordingar och människor, inkluderat den som ansågs vara ansvarig för olyckan: Gordon Freeman. Efter att deras försök att ta kontrollen över Black Mesa misslyckats på grund av svåra förluster mot de invaderande utomjordingarna, evakuerar de från Black Mesa, men många lämnas kvar.
I Half-Life: Opposing Force får spelaren spela som Adrian Shephard, en korpral i HECU. Där introduceras också fler nya typer av soldater, så som en fältdoktor som kan läka gruppens skador och en ingenjör som kan öppna låsta dörrar med ett blåsljus.

### Black Ops
Black Ops är en fiktiv specialstyrka och elitstyrka specialiserad på mörkläggning, vilken sändes till Black Mesa efter HECU:s misslyckade försök att ta kontroll över anläggningen.
Den kvinnliga sorten är en lönnmördare och förekommer både i Half-Life, Half-Life: Opposing Force och det inofficiella mod-paketet Absolute Redemption. Dessa skjuter på spelaren med en snabb, ljuddämpad pistol och har ett bälte med handgranater som de kastar mot spelaren, samt har en speciell förmåga att dölja sig som gör dem till nästan helt osynliga skuggfigurer. I närkamp slåss de med kampsportsliknande rörelser. I den inofficiella mod-paketet återfinns de kvinnliga lönnmördarna i ett tempel i Himalayabergen.
Den manliga sorten är en kommandosoldat och förekommer bara i Half-Life: Opposing Force. Alla manliga Black Ops bär med sig ett maskingevär med en slags inbyggd granatkastare och ett bälte med handgranater.
Efter HECU:s misslyckande att mörklägga Black Mesa-incidenten skickas istället  elitstyrkan Black Ops in i Black Mesa. I Half-Life syns den kvinnliga typen vid ett tillfälle och verkar då samarbeta med HECU-soldaterna för att fånga Gordon Freeman. I Opposing Force får dock huvudpersonen Adrian Shephard möta fler av dem. Där visar det sig att de fientliga även mot HECU-soldater. Black Ops order var att tysta alla och detonera en kärnvapenstridsspets för att förstöra hela Black Mesa.

### Race-X
Race-X är en grupp utomjordiska varelser som invaderar Black Mesa strax efter Nihilanths styrkor och påträffas endast i Half-Life: Opposing Force. De bortför eller dödar allt och alla de kommer i kontakt med, som Black Mesa personal, HECU, Black Ops och till och med en gargantua från Xen, vilket kan ses som att Race-X är fientliga mot Nihilanth och dennes invasion av Jorden eller bara territoriella.

### Shock Trooper
Dessa varelser är Race-X "stormtrupper". I sitt unga stadium liknar de stora grodyngel som kan användas av spelaren som en slags biologiska granatkastare. I sitt vuxna stadium är de intelligenta varelser som är större än en människa, med fyra relativt kraftiga armar och ett stort orangefärgat öga. De kommunicerar med hjälp av flera olika sorters elektronisk hummande ljud. De använder flera taktiker mot spelaren och deras främsta vapen är ett sorts djur, kallat Shock Roach, som kan producera elektriska stötar i snabb följd, vilka närmast används likt ett mänskligt handeldvapen. De använder också en slags sporgranater i form "sporrar", som de tar ifrån sin mun och kastar mot fiender som är dolda och på avstånd. Om de hamnar i närkamp (vilket är sällan) försvarar de sig med sina armar. De anfaller ofta i grupp och är kapabla att teleportera sig.

## Utomjordiska varelser

### Nihilanth
Nihilanth är den kontrollerande intelligensen bakom de utomjordiska varelsernas invasion av Jorden i Half-Life och den huvudsakliga antagonisten och slutbossen i det första spelet i serien. 

### Headcrabs och zombier
Headcrabs är utomjordiska parasiter som är en vanlig fiende i Half-Life-spelen. En headcrab hoppar oftast på sitt offers huvud och suger sig fast och gör denne till en zombie genom att ta över deras nervsystem och mutera dess kropp. Alla headcrabs har fyra ben och en mun på undersidan, men det finns tre distinkta typer av headcrabs, och därmed också tre typer av zombier. Den första varianten, som är den vanligaste, är den som finns i det första spelet Half-Life. De andra typerna tillkom i Half-Life 2. 
Både Nihilanth och The Combine använder headcrabs som biologiska vapen, den senare mot Motståndsrörelsen i Half-Life 2, men de förekommer också utan direkt syfte på många ställen i del två. De tre typerna av headcrabs och zombier är:
Headcrab / Zombie
Den vanligaste typen av headcrab är något långsam och osmidig, men tillräckligt vig för att krypa i trånga lufttrummor och hoppa snabbt mot spelaren om de är tillräckligt nära. När den får tag i en människa gör den denne till en zombie. Dessa zombier är långsamma och lite tröga, och de tål inte så mycket skada, men eftersom de oftast kommer i grupper är de ändå ett hot mot spelaren. De utstöter ett halvkvävt klagande stön när de närmar sig. Denna zombie är tveklöst den vanligaste typen.
Zombierna har vad som ser ut som en "käft" på bröstet, vilket i själva verket bara är ett öppet hål som kantas av tandliknande revben. I vissa fall ses zombierna slita loss kött från sina offers lik och stoppa ner det i den här "munnen".
Fast Headcrab / Fast Zombie
Denna headcrab är mycket snabbare än en vanlig headcrab och har långa spindelliknande ben. Den gör människor till  zombier som har fått så gott som all hud och fett avskalat från kroppen och som är snabba och viga och har långa klor. De attackerar sällan i grupp men brukar kunna dyka upp ganska snabbt i följd efter varandra och från oväntade håll. Denna zombie har två olika läten, när den inte direkt anfaller någon utstöter de ett klagande ylande som ofta brukar ge eko. När de är närmare upphäver de ett blodisande skri och flyger på sitt offer och river det sina klor. De är inte särskilt tåliga för skada men detta kompenseras med att de är svåra att träffa tack vare sin snabbhet.
Poison Headcrab / Poison Zombie
Denna headcrab påminner om sin snabbare kusin men är svart, lite hårig och långsam. Till skillnad från andra headcrabs så väser den ungefär som en orm. När den attackerar använder den ett gift som inte dödar, men som gör offret mycket sårbart för attacker från andra fiender, eftersom det gör så att hälsan går ner till 1 % (HEV-dräkten ger dock ett motgift så att hälsan återställs). Denna headcrab skapar en zombie som är uppsvullen och rör sig långsamt. Förutom den headcrab som sitter på offrets huvud kan den även bära några andra headcrabs på ryggen. Dessa kan kastas iväg av zombien med stor pricksäkerhet. Dessa zombier är svåra att döda och utstöter ett dovt stönande. Om man slår loss de headcrabs den bär på ryggen ser man att zombiens ryggrad är blottad, vilket förklara dess krökta rygg, den saknar helt enkelt de ryggmuskler som gör att den kan gå upprätt.

### Vortigaunt
Vortigaunts är en utomjordisk ras som förslavats av Nihilanth. I Half-Life 2 flydde några vortigaunts till Jorden och allierade sig med den mänskliga Motståndsrörelsen. De kan avfyra starka gröna energistrålar mot fienden, men de kan även använda energin till andra saker, till exempel att ladda upp HEV-dräkten och hålla igång generatorer. I Half-Life med expansioner är de en del av de varelser som blir teleporterade till Black Mesa och tvingas anfalla Jorden. Vortigaunts är vag humanoida med ett huvud, två armar och två ben, men har en extra tredje arm på bröstet och röda ögon.

### Antlion
Antlions är en sorts varelser som introducerades i Half-Life 2. De liknar stora insekter med fyra ben och vingar, med vilka de kan flyga korta sträckor. De trivs i sandiga områden där de kan gräva ner sig och vänta på byten. De gillar inte starka vibrationer i marken. Namnet har de fått från insekten antlion (på svenska myrlejon), vilken också gräver ner sig i sand i väntan på byten.
Antlion Guards är större och starkare än vanliga antlions. De håller sig vanligen nära bona och är förmodligen honor. Om man lyckas döda en kan man ta dess feromoner. De gör att andra antlions tror att bäraren är en av dem och därför anfaller de inte. Tvärtom kan man genom att kasta iväg feromonerna få antlions att röra sig åt ett visst håll och anfalla allt i vägen.

### Barnacle
Dessa primitiva utomjordiska organismer sitter fast i tak och består i princip bara av en mun. De har en lång, klibbig tunga som de låter hänga ner mot marken. Om ett oförsiktigt (biologiskt) offer fastnar i dess tunga, drar den upp bytet och dödar det, för att sedan äta upp det. De finns ofta på mörka platser som i tunnlar och under broar.

### Alien Grunt
Alien Grunts är relativt stora vagt humanoida varelser som liknar vortigaunts, men har kraftigare kropp och karakteristiska skyddsplåtar som reflekterar de flesta handeldvapen. De är speciellt framavlade för attacken mot Jorden. En fabrik där de tillverkas besöks i kapitlet "Interloper" i Half-Life.

### Bullsquid
Dessa tvåbenta varelser har ett bläckfiskliknande huvud och bakkropp med en tjock svans som smalnar av till en spets. De är gula med svarta prickar och ränder och tentaklerna vid munnen är röda. Trots deras rätt klumpiga utseende är de väldigt snabba och kan snurra runt och slå till fiender med bakkroppen och spotta frätande syra på fiender som är för långt bort.

### Houndeye
Detta är en slags trebenta vagt hundliknande varelser med ett stort fasettöga. De attackerar genom att sända ut en slags energipuls som chockar offret. Houndeyes rör sig oftast i grupp.

### Manta ray
Dessa stora flygande farkoster/varelser påminner om rockor. De kan beskjuta fiender med en kraftfull energistråle, samt transportera grupper av vortigaunt och alien grunts, som de lastar av genom att teleportera ner dem på marken. De kan flyga i höga hastigheter, dock flyger de vanligtvis i relativt låg hastighet, och är osårbara mot spelarens alla vapen.

### Tentacle
Dessa stora bepansrade tentakelliknande varelser hackar efter sina byten med sina vassa näbbar. De är blinda och förlitar sig endast på hörseln för att hitta byten.

### Alien Controller
Dessa flygande/svävande varelser har små vagt humanoida kroppar och stora, runda huvuden. De attackerar genom att skjuta flera energiklot i snabb följd mot spelaren. 

### Ichthyosaur
Detta är de enda vattenlevande utomjordiska varelser som tagit sig till Jorden. De en stor tandförsedd mun och en kropp som slutar i en fiskliknande stjärt, fast med två kloförsedda armar istället för fenor.

### Gargantua
Dessa stora tvåbenta varelser har två gripkloliknade armar. De har ett gult öga som lyser rött när de ser en fiende. Deras gripklor är en sorts vapen som kan skjuta heta jetstrålar. De kan bara dödas med sprängvapen och kan inte dödas med konventionella handeldvapen.